# Aplasta rubellata
Aplasta rubellata là một loài bướm đêm trong họ Geometridae.